# Vaucluse
A Vaucluse (em sua forma aportuguesada Valclusa; em occitano Vauclús) é um departamento da França localizado na região Provença-Alpes-Costa Azul. Sua capital é a cidade de Avinhão.	